# Várfalvi István
Várfalvi István (Szombathely, 1948. július 22. – 2020. december 11.) magyar közgazdász, politikus, államtitkár. A Budapesti Gazdasági Főiskola docense.

## Életpályája
1972-ben diplomázott a Marx Károly Közgazdaságtudományi Egyetem pénzügy szakán. 1972–1979 között a Somogy Megyei Tanács költségvetési csoportvezetője volt. 1979–1983 között pénzügyi osztályvezető-helyettes volt.
1983–1989 között pénzügyi osztályvezetőként dolgozott. 1989–1991 között pénzügyi, terv- és munkaügyi főosztályvezető volt.
1991–1995 között a Somogy Megyei Tákisz vezetőjeként tevékenykedett. 1996–2000 között a Pénzügyminisztérium önkormányzati és területfejlesztési főosztályvezetője volt.
2000–2002 között a Komitat Önkormányzati és Pénzügyi Tanácsadó Bt. vezetője volt. 2002–2006 között költségvetési helyettes államtitkár volt. 2002–2006 között, valamint 2007-ben és 2007–2009 között a Magyar Nemzeti Bank Felügelőbizottságának tagja volt. 2006–2009 között szakállamtitkárként dolgozott.

## Díjai
- A Magyar Köztársasági Érdemrend középkeresztje (2004)[4]